# Sandra Tejero
Sandra Tejero Ruiz (Bilbao, Vizcaya; 10 de julio de 1989) es una actriz de cine, teatro y televisión y directora de teatro española.

## Biografía
Sandra Tejero nació en Bilbao el 10 de julio de 1989. Cursó los estudios superiores de arte dramático e interpretación en la Escuela de Arte Dramático Ánima Eskola, con Marina Shimanskaya y Algis Arlauskas, bajo la metodología Stanislavsky-Vajtángov-M.Chéjov-Meyerhold (método ruso), siguiendo las metodologías de la escuela clásica rusa. Después cursó estudios de posgrado en interpretación con Ivan Verkhovykh.
Fue profesora de arte dramático en la Escuela de Arte Dramático Ánima Eskola durante diez años, en el ámbito del movimiento escénico, interpretación y lecturas dramatizadas, especializada en poesía. Actualmente es actriz, directora de escena y profesora de teatro. En el año 2014 dirigió la obra El diario de Ana Frank y la obra recibió el premio a mejor dirección y espacio escénico (2015). En el año 2018 dirigió la obra Yerma de Federico García Lorca que tuvo una gran acogida.
Como actriz fue integrante de diferentes compañías de teatro. Durante los años 2011 y 2012 formó parte de la compañía que puso en escena la obra Así que pasen cinco años de Federico García Lorca, montaje teatral dirigido por Iván Verkhovykh y Marina Shimanskaya. La producción teatral fue llevada en una gira internacional. En mayo de 2012 se presentó en Moscú (Rusia) en el Festival Your Chance de Moscú (Festival Internacional de Teatro de Moscú Your Chance) y en noviembre de 2012 se presentó en Saratov (Rusia), en el Festival de Teatro de Saratov en honor a Oleg Yankovsky, donde actores rusos, encuentro de dramaturgos y directores.
En el año 2015 recibió el Premio a mejor actriz de teatro por la obra Pabellón del olvido en el XVI Festival Internacional de Teatro de Vilna (Lituania).
En el año 2017-2021 formó parte de la Compañía Joven de Pabellón Nº 6 con la que escenificó la obra Mi Último Baile dirigido por Getari Etxegarai. La obra tuvo una gran acogida y se llevó de gira por distintos teatros como el Teatro Arriaga. También con la escenificó las obras En Stanby dirigida por Graciela Doniz y Gris: morirse en Bilbao dirigida por Ane Pikaza.
En el año 2021 particpó en el reparto de las obras ¿De qué país eres tú? dirigida por Cruz Nogueray Boza, una velada poética antes de cruzar la frontera, dirigida por Cruz Noguera.
En el año 2021 formó parte del elenco de la obra Yo maté a mi hija Hildegart, dirigida por Carmen San Esteban y con Nerea Elizalde, entre otros miembros del reparto.

## Filmografía

### Como actriz

#### Teatro
- 2021, Yo maté a mi hija Hildegart, dir. Carmen San Esteban[17][18][19]
- 2021, Gris: morirse en Bilbao, dir. Ane Pikaza[12][13][14]
- 2021, En Stanby, dir. Graciela Doniz[10]
- 2021, Boza, una velada poética antes de cruzar la frontera, dir. Cruz Noguera[16]
- 2021, ¿De qué país eres tú?, dir. Cruz Noguera[15]
- 2018-2021, Mi Último Baile, dir. Getari Etxegarai
- 2019, Carmen y Antonio, dir. Algis Arlasukas.
- 2015, Pabellón del olvido, dir. Marina Shimanskaya
- 2013, Para qué recordar, dir. Marina Shimanskaya.[20]
- 2011-2012, Así que pasen cinco años, dir. Iván Verkhovykh.[21][22]

#### Cine
- 2009, Pagafantas
- 2019, El Reencuentro
- 2017, Al Romper el día
- 2014, Mucha Mierda

### Como directora
- 2019-2020, Dalias (codirectora), en el Palacio Euskalduna[23]
- 2018, Yerma[1][3]
- 2017, Humedades confinadas
- 2014, El diario de Ana Frank (premio a mejor dirección y espacio escénico en 2015), en el Teatro Campos Elíseos
- 2014, Miau Miau (teatro musical), en el Teatro Campos Elíseos[24]
- 2013, Romancero gitano
- 2012, Historia de una escalera
- 2012, El juez de los divorcios[25]
- 2011, El público y teatro breve F.G.Lorca
- 2012, Diario de un adolescente[25]
- 2010, Grease
- 2010, Alicia en el País de las Maravillas
- 2009, Recital poético para Lorca
- 2009, La Zapatera Prodigiosa
- 2009, Recital Vicente Aleixandre
- 2009, Poesía Ernestina de Champourcín

## Premios

### XVI Festival Internacional de Teatro de Vilna (Lituania)
- Premio a mejor actriz de teatro por la obra Pabellón del olvido.